# Vladimir Vuk
Vladimir Vuk (* 17. April 1980 in Varaždin) ist ein ehemaliger kroatischer Fußballspieler.
In jungen Jahren wechselt er schon von NK Varteks zum SSV Ulm 1846. Dort kam er vornehmlich in der Amateurmannschaft zum Zuge, die in der fünftklassigen Verbandsliga Württemberg antrat. Da das Endspiel um den WFV-Pokal 1999/2000 erst im Juli 2000 ausgetragen wurde, konnte er dort mitwirken, gegen den Süd-Regionalligisten VfB Stuttgart Amateure verpasste er mit einer 1:3-Niederlage den Titelgewinn. 
Nach einem Jahr verließ Vuk den deutschen Klub wieder, bei dem nach der Insolvenz im Sommer 2001 die erste Mannschaft den Platz der aufgelösten Reservemannschaft in der fünften Liga übernahm. Sein Weg führte ihn über den slowenischen Klub NK Dravograd zum SC Schwarz-Weiß Bregenz nach Österreich. Zur Saison 2005/06 kehrte er zurück zu seinem Jugendverein NK Varteks und wurde dritter in der ersten Liga sowie Vizepokalsieger.